# 胶县
胶县，为中国旧县名，境域现属山东省胶州市、黄岛区全境以及城阳区的一部分。
元朝时，置胶州。清朝时，为膠州直隸州。民国二年（1913年），全国废州。2月，以膠州直隸州的直辖地改置胶县:124，治所在今山东省胶州市。
1947年，中華民國內政部编撰的《中華民國行政區域簡表》中，胶县为2等县，县域面积约为2299.50平方公里，人口599521人:124。因处于中共政权控制的山东解放区，自1945年起，胶县历属滨北专区、胶州专区、昌潍专区、青岛市。1950年5月属于胶州专区，1956年2月划归昌潍专区，1967年，昌潍专区改名昌潍地区，仍属之。1978年，再度划入青岛市。1987年撤销，改设胶州市（县级）。